# هولدين (ماساتشوستس)
هولدين (بالإنجليزية: Holden, Massachusetts)‏ هي بلدة أمريكية تقع في الولايات المتحدة في مقاطعة ووستر (ماساتشوستس). يقدر عدد سكانها بـ 17,346 نسمة ومساحتها 93.8 كم2 وترتفع عن سطح البحر 262 متر.

## أعلام
- بروس تايلور
- دان كولمان
- بوب ريتر
- مارك لوند